# Ceramica islamica

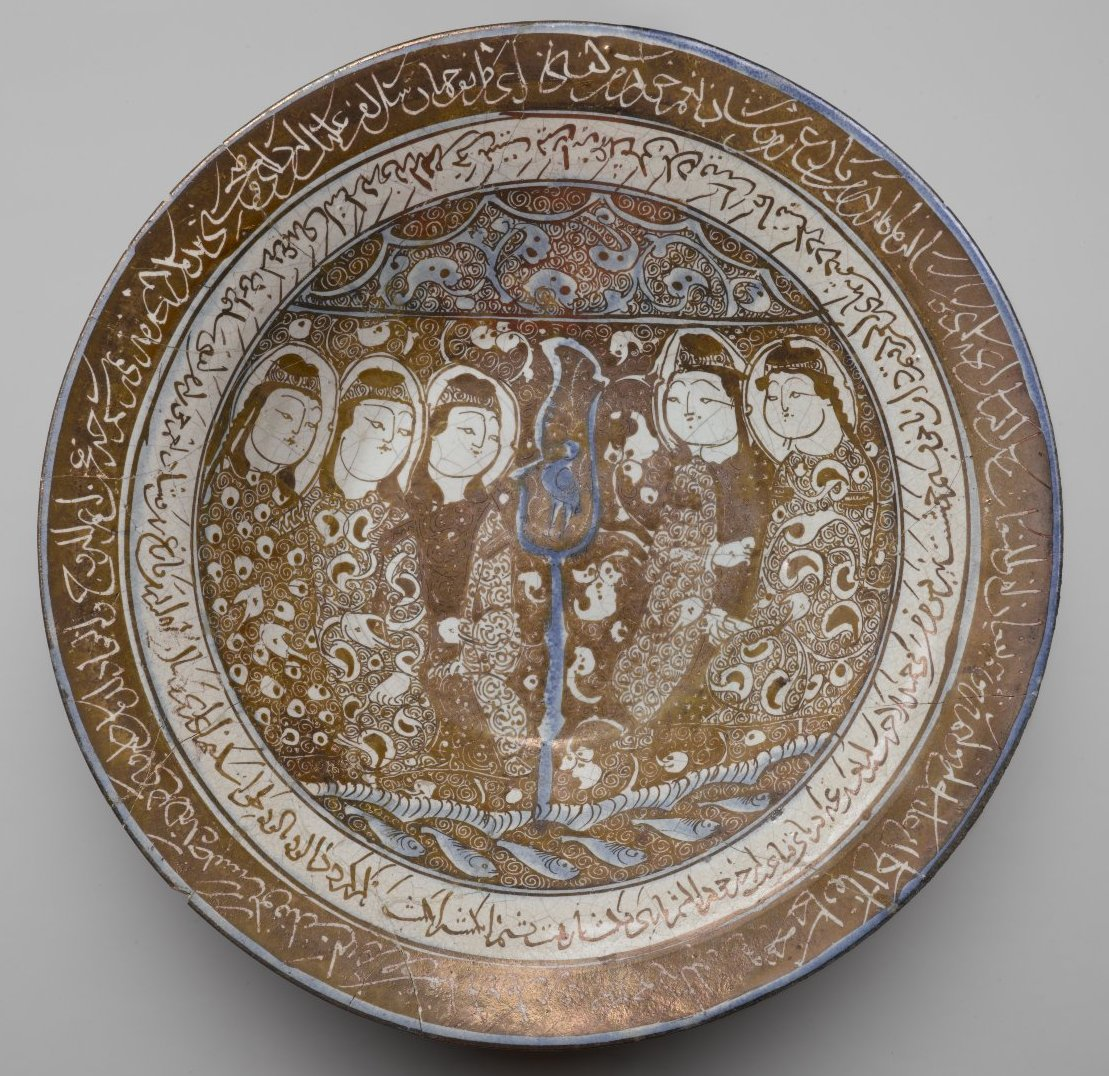
Ciotola, Iran del XIII secolo. Museo di Brooklyn

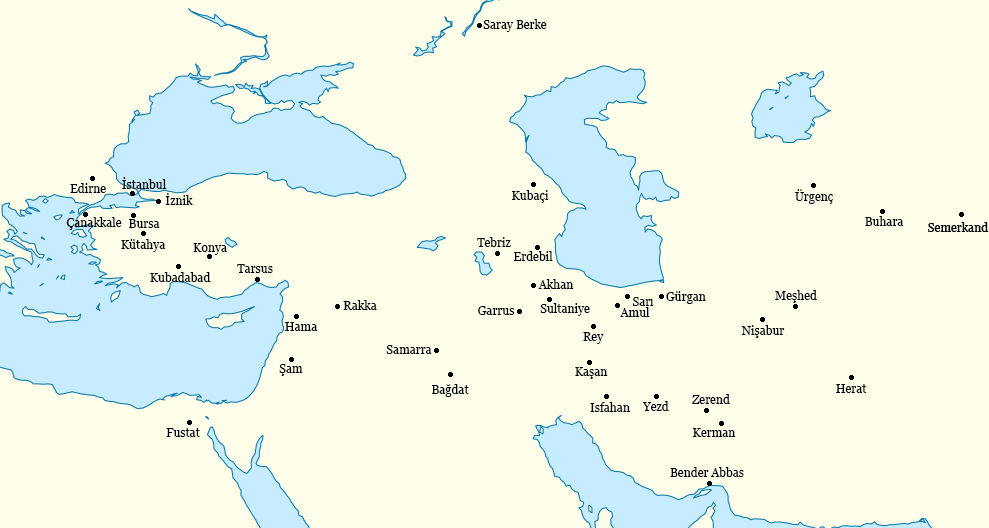
Luoghi principali nominati in relazione alla ceramica islamica.

La ceramica islamica medievale occupava una posizione tra la ceramica cinese, leader incontrastata della produzione eurasiatica, e quella dell'Impero bizantino e dell'Europa. Per la maggior parte del periodo si può dire che sia stata tra le due in termini di risultati estetici e influenza, prendendo in prestito dalla Cina ed esportando e influenzando Bisanzio e l'Europa. L'usanza di bere e mangiare in stoviglie di oro e argento, l'ideale nell'antica Roma e in Persia, nonché nelle società cristiane medievali, era vietato dagli Ḥadīth, con il risultato che la ceramica e il vetro venivano usati per la manifattura delle stoviglie per le élite musulmane, poiché la ceramica (ma meno spesso il vetro) c'era anche in Cina, ma era molto più rara in Europa e a Bisanzio. Allo stesso modo le restrizioni islamiche scoraggiarono fortemente la pittura murale figurativa, incoraggiando l'uso architettonico di schemi di piastrelle decorative e spesso a motivi geometrici, che sono la specialità più distintiva e originale della ceramica islamica. 
L'era della lavorazione della ceramica islamica iniziò intorno al 622. Dal 633, gli eserciti musulmani si spostarono rapidamente verso la Persia, Bisanzio, la Mesopotamia, l'Anatolia, l'Egitto e successivamente l'Andalusia. La storia antica della ceramica islamica rimane alquanto oscura e speculativa poiché sono sopravvissute poche fonti dell'epoca. Oltre alle piastrelle sfuggite alla distruzione a causa del loro uso nella decorazione architettonica di edifici e moschee, molte ceramiche del primo medioevo sono andate completamente perdute. 
Il mondo musulmano ha ereditato importanti industrie ceramiche in Mesopotamia, Persia, Egitto, Nord Africa e successivamente in altre regioni. In effetti, l'origine della ceramica smaltata è stata rintracciata in Egitto, dove fu introdotta per la prima volta durante il IV millennio a.C. Tuttavia, la maggior parte di queste tradizioni fece un uso pesante della decorazione figurativa, che venne notevolmente ridotta, se non completamente rimossa, sotto l'Islam. Invece la ceramica islamica sviluppò la decorazione geometrica e vegetale a un livello molto elevato e fece un maggior uso di schemi decorativi costituiti da molte piastrelle rispetto a qualsiasi cultura precedente.

## Primo Medioevo (622-1200)

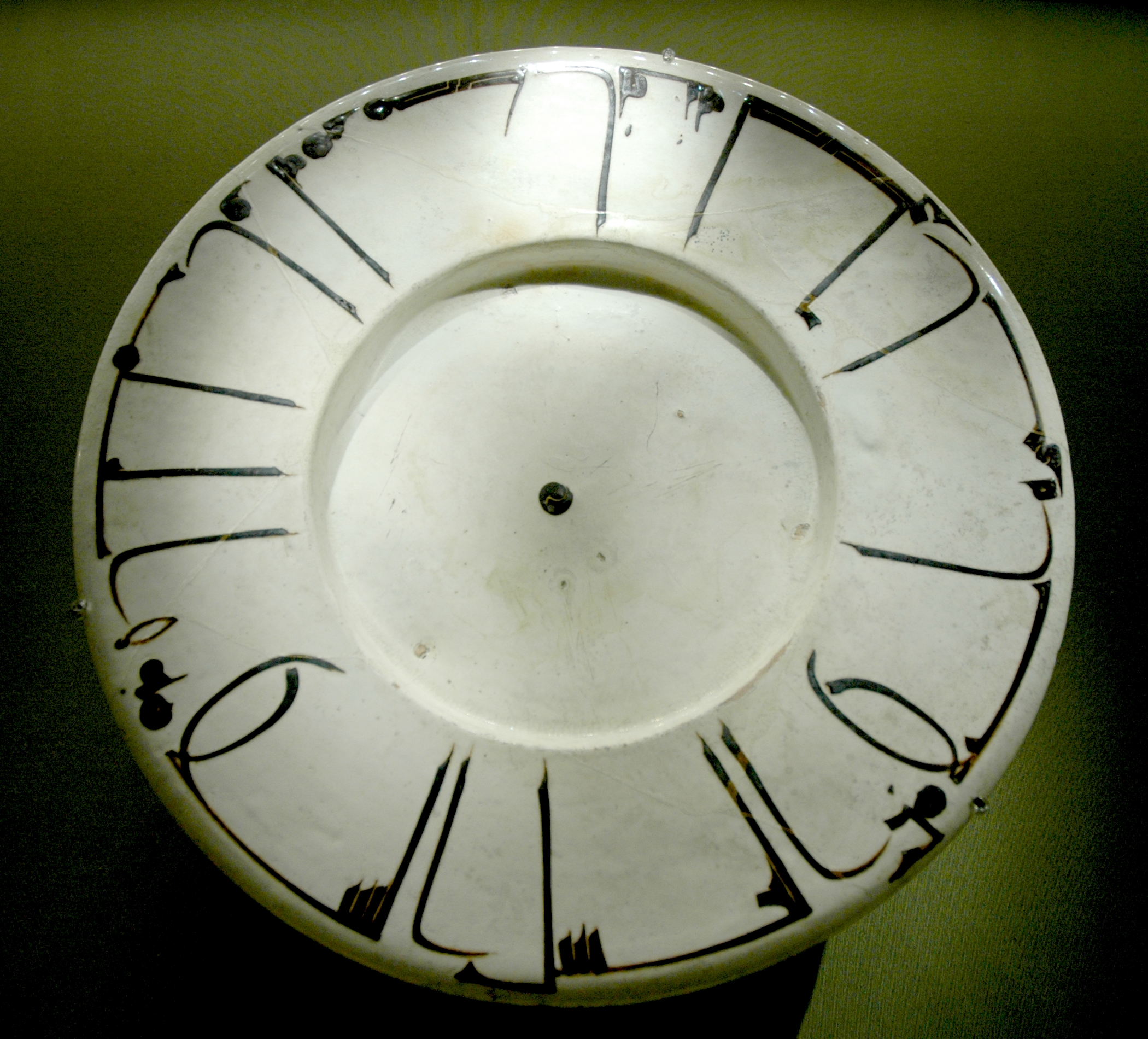
Piatto con decoro epigrafico. La scritta cufica recita: "La magnanimità ha prima un sapore amaro, ma alla fine ha un sapore più dolce del miele. Buona salute [al proprietario]." Decorazione in terracotta, fondo bianco scivoloso e sottovetro antiscivolo, Khurasan (Iran), XI-XII secolo.

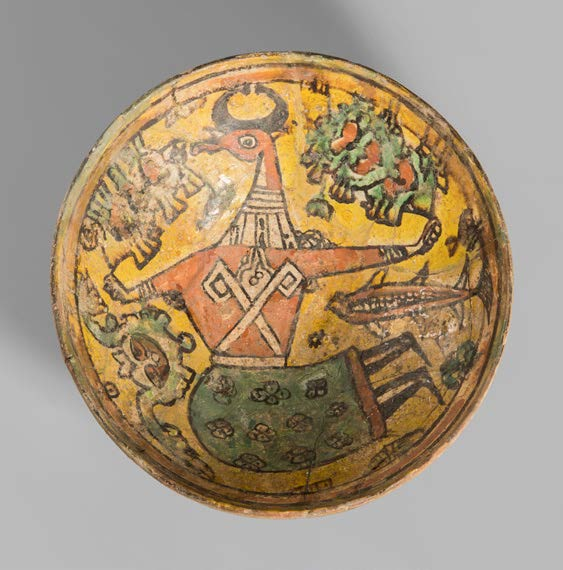
Ciotola in ceramica decorata sotto una glassa trasparente, Gorgan, IX secolo, primo periodo islamico, Museo Nazionale dell'Iran

Un distinto stile musulmano nella ceramica non fu completamente affermato fino al IX secolo in Iraq (ex Mesopotamia), Siria e Persia. Durante questo periodo i pezzi utilizzavano principalmente smalti bianchi. Le informazioni sui periodi precedenti sono molto limitate. Ciò è in gran parte dovuto alla mancanza di esemplari sopravvissuti in buone condizioni che limita anche l'interesse per lo studio della ceramica di questi periodi. Gli scavi archeologici effettuati in Giordania hanno scoperto solo alcuni esempi del periodo omayyade, per lo più oggetti non vetrificati di Khirbat Al-Mafjar. In Oriente, prove mostrano che un centro di produzione fu istituito a Samarcanda sotto la dinastia dei Samanidi che governava questa regione e parti della Persia tra l'874 e il 999. La tecnica più apprezzata di questo centro era l'uso della calligrafia nella decorazione degli oggetti. Le ceramiche della Persia orientale dal IX all'XI secolo, decorate solo con iscrizioni altamente stilizzate, chiamate "epigrafiche", sono state descritte come "probabilmente la più raffinata e sensibile di tutte le ceramiche persiane".

### Influenza cinese
Durante la dinastia Abbaside la produzione di ceramiche acquistò slancio, utilizzando in gran parte smalti di stagno principalmente sotto forma di smalto bianco opaco. Alcuni storici, come Arthur Lane, attribuiscono l'ascesa di tale industria all'influenza cinese. Prove da manoscritti musulmani, come Akhbar al-Sin wa al-Hind (circa 851) e il Libro delle strade e delle province di Ibn Kurdadhbih (846-885), suggeriscono che il commercio con la Cina era molto sviluppato. Lane fece anche riferimento al passaggio in un'opera scritta da Muhammad ibn al-Husayn al-Baihaki, (circa 1059) in cui si affermava che il governatore del Khorasan, 'Ali ibn' Isa, mandò in regalo al califfo Harun al-Rashid (786-809), "venti pezzi di porcellana imperiale cinese (Chini faghfuri), che non erano mai stati visti prima alla corte del Califfo, oltre ad altri 2000 pezzi di porcellana". 

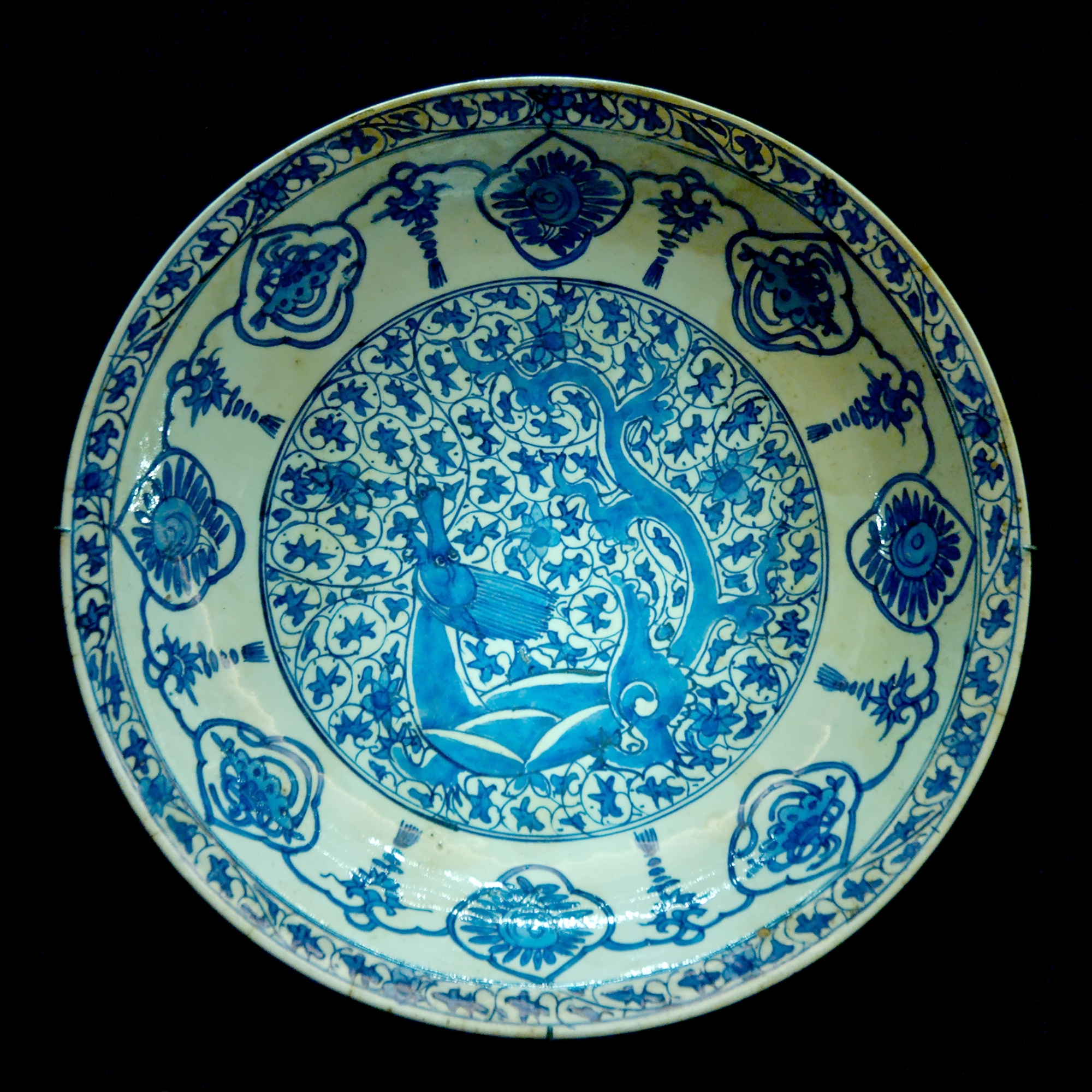
Piatto con drago. Persia, XVII secolo, ispirato alla porcellana blu e bianca cinese del XV secolo

Secondo Lane, l'influenza della ceramica cinese progredì in tre fasi principali. Il primo contatto con la Cina ebbe luogo nel 751 quando gli arabi sconfissero i cinesi nella battaglia di Talas. È stato sostenuto che i vasai e i fabbricanti di carta cinesi imprigionati avrebbero potuto insegnare ai musulmani l'arte della ceramica e della fabbricazione della carta. Nell'800 il gres e la porcellana cinesi raggiunsero gli Abbasidi. La seconda fase ebbe luogo nel XII e XIII secolo, un periodo noto per il declino dell'industria ceramica dopo la caduta della dinastia Selgiuchide. Questo periodo vide anche l'invasione dei mongoli che portarono tradizioni ceramiche cinesi. 
L'influenza della ceramica della dinastia Tang si può vedere sugli oggetti in lustro, prodotti da ceramisti mesopotamici, e su alcuni primi pezzi bianchi scavati a Samarra (nell'Iraq odierno). Le ceramiche di questo periodo sono state scoperte a Nishapur (nell'odierno Iran ) e a Samarcanda (nell'odierno Uzbekistan). 

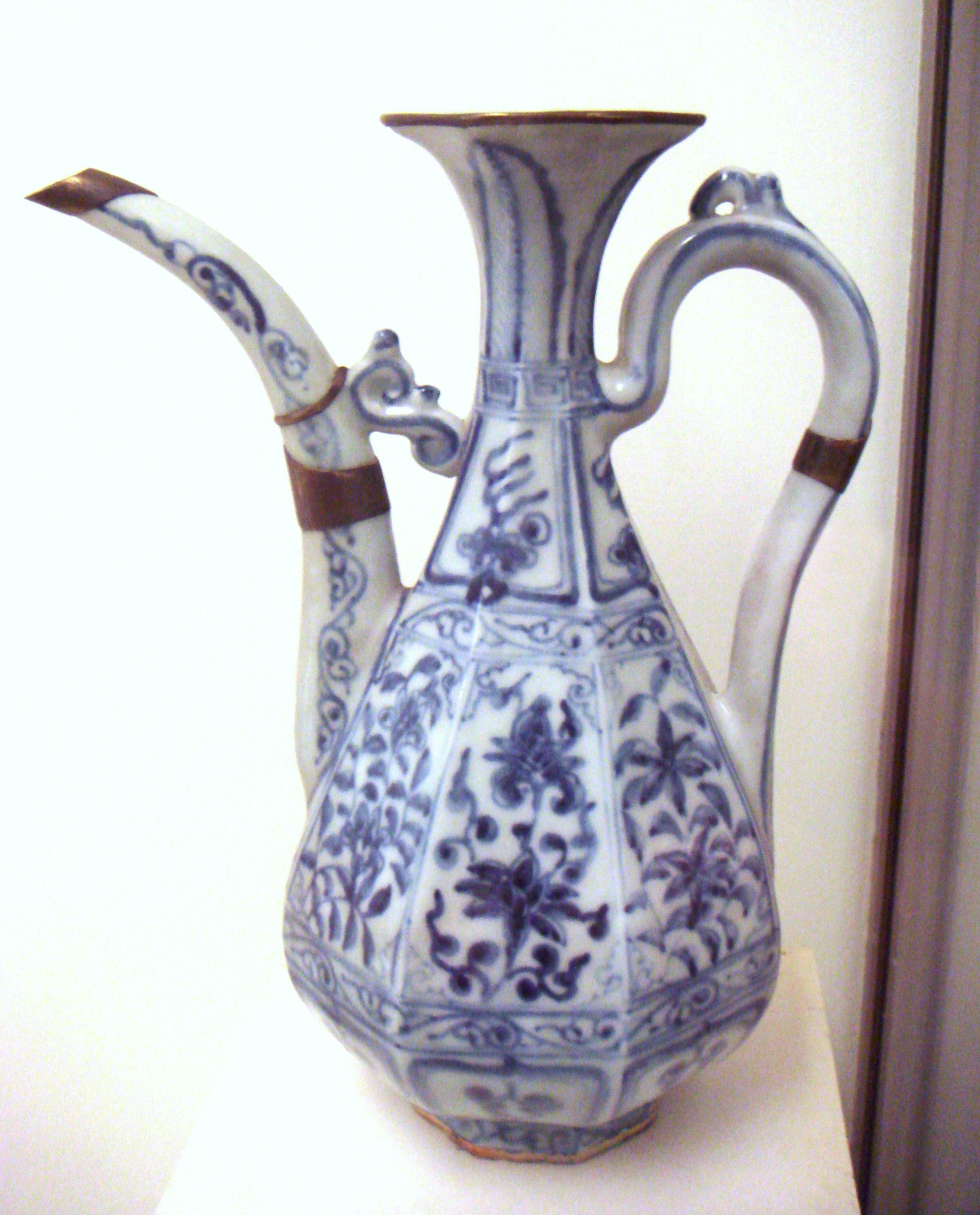
Prima porcellana cinese blu e bianca, 1335 circa, prima dinastia Yuan, Jingdezhen, in un oggetto di foggia mediorientale

Al tempo dell'invasione mongola della Cina fu istituito un considerevole commercio di esportazioni verso ovest nel mondo islamico e nel XII secolo erano iniziati i tentativi islamici di imitare la porcellana cinese negli oggetti di ceramica vitrea. Questi ebbero meno successo di quelli della ceramica coreana, ma alla fine furono in grado di offrire una concorrenza locale attraente alle importazioni cinesi. La produzione cinese poteva adattarsi alle preferenze dei mercati esteri; piatti di celadon più grandi di quanto il mercato cinese desiderasse erano preferiti per servire banchetti principeschi in Medio Oriente. Si riteneva che i prodotti Celadon fossero in grado di rilevare il veleno, sudando o rompendosi in presenza di questo.
Il mercato islamico era apparentemente particolarmente importante nei primi anni della porcellana blu e bianca cinese, che sembra essere stata principalmente esportata fino alla dinastia Ming. Ancora una volta, i piatti di grandi dimensioni erano uno degli oggetti più importanti destinati all'esportazione e la decorazione densamente dipinta di blu e bianco di Yuan prese in prestito pesantemente dagli arabeschi e motivi floreali della decorazione islamica, probabilmente per lo più prendendo lo stile da esempi di metallo, che fornivano anche forme per alcuni oggetti. Questo stile di ornamento fu quindi limitato al blu e al bianco, e non si trova in oggetti dipinti di rosso e bianco, preferiti dagli stessi cinesi. Il blu cobalto, che veniva usato, era importato dalla Persia, e il commercio di esportazione di porcellane era gestito da colonie di mercanti musulmani a Quanzhou, conveniente per le enormi ceramiche Jingdezhen e altri porti a sud.
L'inizio della dinastia Ming fu rapidamente seguito da un decreto, del 1368, che proibiva il commercio con l'estero. Questo non ebbe del tutto successo, e dovette essere ripetuto più volte, e continuò la consegna di sontuosi doni diplomatici imperiali, concentrandosi su seta e porcellana (19.000 pezzi di porcellana nel 1383), ma rallentò gravemente il commercio delle esportazioni. La politica fu allentata sotto il successivo imperatore, dopo il 1403, ma da allora aveva fortemente stimolato la produzione di ceramiche che emulavano gli stili cinesi nel mondo islamico stesso, che ormai stava raggiungendo un alto livello di qualità in diversi paesi (abbastanza alto da ingannare gli europei contemporanei in molti casi).
Spesso la produzione islamica imitava non gli ultimi stili cinesi, ma quelli del tardo Yuan e dei primi Ming. A loro volta, i vasai cinesi iniziarono, all'inizio del XVI secolo, a produrre alcuni articoli in stile apertamente islamico, con iscrizioni confuse in arabo. Questi sembrano essere stati creati per il crescente mercato musulmano cinese, e probabilmente per i componenti della corte che desideravano tenere il passo con il buon rapporto dell'Imperatore Zhengde con l'Islam.

### Innovazioni islamiche
Tra l'VIII e il XVIII secolo, l'uso della ceramica smaltata era prevalente nell'arte islamica, assumendo solitamente la forma di elaborate ceramiche. I vetri opacizzati in stagno, per la produzione di ceramiche, erano una delle prime nuove tecnologie sviluppate dai vasai islamici. I primi smalti opachi islamici si possono trovare in oggetti dipinti di blu a Bassora, risalenti all'VIII secolo. Un altro contributo significativo è stato lo sviluppo del gres originario dell'Iraq del IX secolo. Era un materiale ceramico vetroso o semivitreo di tessitura fine, composto principalmente da argilla refrattaria e non refrattaria. Altri centri per ceramiche innovative nel mondo islamico includevano Al-Fustat (dal 975 al 1075), Damasco (dal 1100 al 1600 circa) e Tabriz (dal 1470 al 1550).

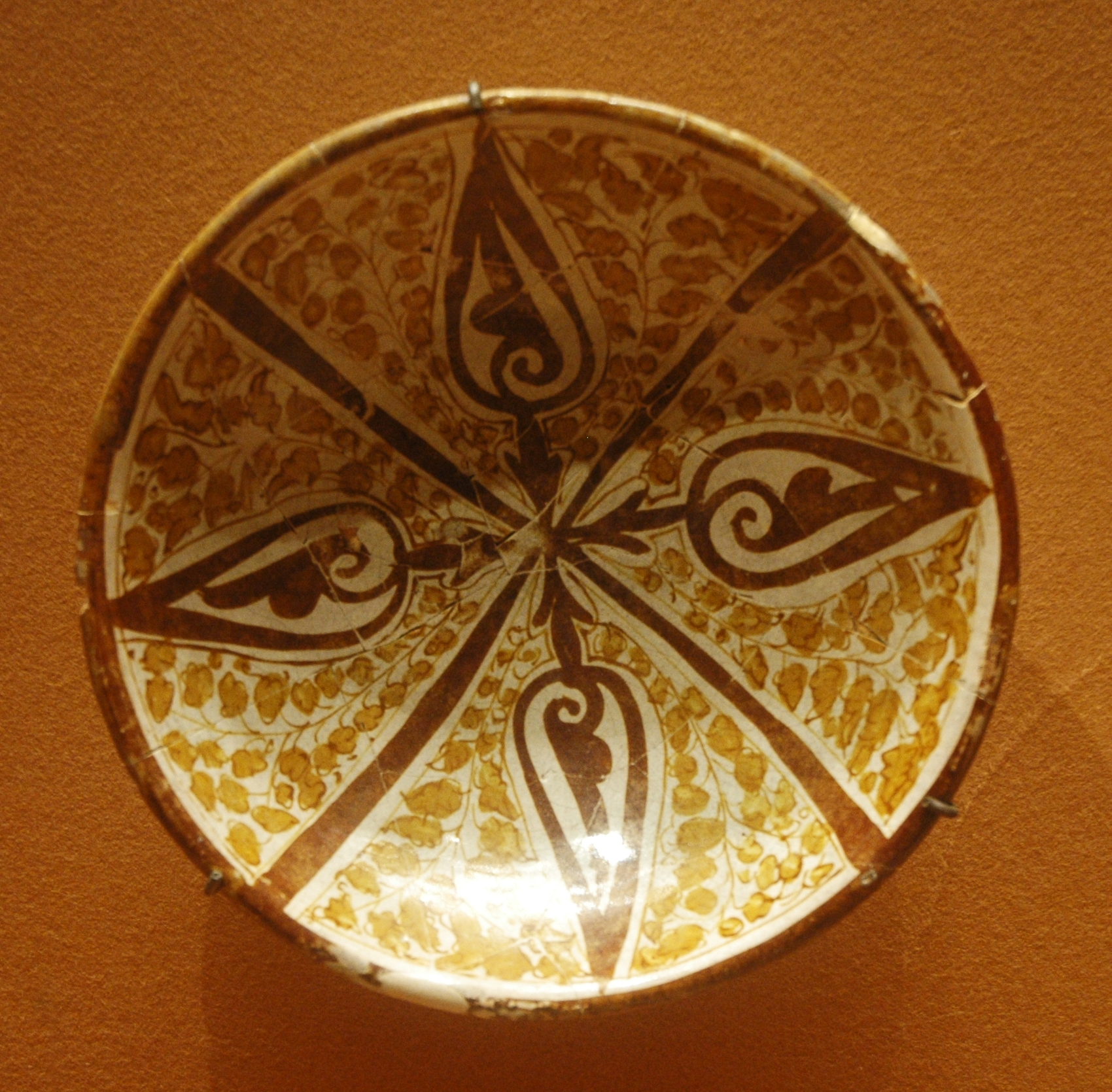
Ciotola di lustro del IX secolo Iraq

Il lustro è stato prodotto in Mesopotamia nel IX secolo; la tecnica divenne presto popolare in Persia e Siria. Il lustro fu successivamente prodotto in Egitto durante il califfato fatimide nel X-XII secolo. Mentre una parte della produzione di lustro continuava in Medio Oriente, si diffuse in Europa; prima negli oggetti ispano-moreschi di Al-Andalus, in particolare a Malaga, e poi a Valencia, e quindi in Italia, dove fu usato per migliorare la maiolica. 
Un'altra innovazione è stata l'albarello, un tipo di vaso in maiolica progettato originariamente per contenere pomate e droghe secche da speziale. Lo sviluppo di questo tipo di barattolo per farmacia ha le sue radici nel Medio Oriente islamico. Portati in Italia dalla Spagna, i primi esempi italiani furono prodotti a Firenze nel XV secolo. 
La ceramica vitrea è un tipo di ceramica che è stata sviluppata per la prima volta nel Vicino Oriente, dove la produzione è datata alla fine del primo millennio fino al secondo millennio. Era un ingrediente significativo. Una ricetta per la "frit" risalente al 1300, scritta da Abu'l Qasim, riporta che il rapporto tra quarzo, "vetro frit" e argilla bianca è di 10:1:1. Questo tipo di ceramica è stato anche chiamato "gres" e "maiolica" tra gli altri nomi. Un corpus di "proto-gres porcellanato" del IX secolo di Baghdad ha "frammenti di vetro" nel suo impasto. Il vetro è alcali-calce-piombo-silice e, quando la pasta è stata cotta o raffreddata, si formano cristalli di wollastonite e diopside all'interno dei frammenti di vetro. La mancanza di "inclusioni di ceramiche frantumate" suggerisce che questi frammenti non provenissero da una glassa. La ragione della loro aggiunta sarebbe quella di agire come un flusso, e quindi "accelerare la vetrificazione a una temperatura di cottura relativamente bassa, e quindi aumentare la durezza e la densità del corpo [ceramico]".

## Medio (1200-1400)

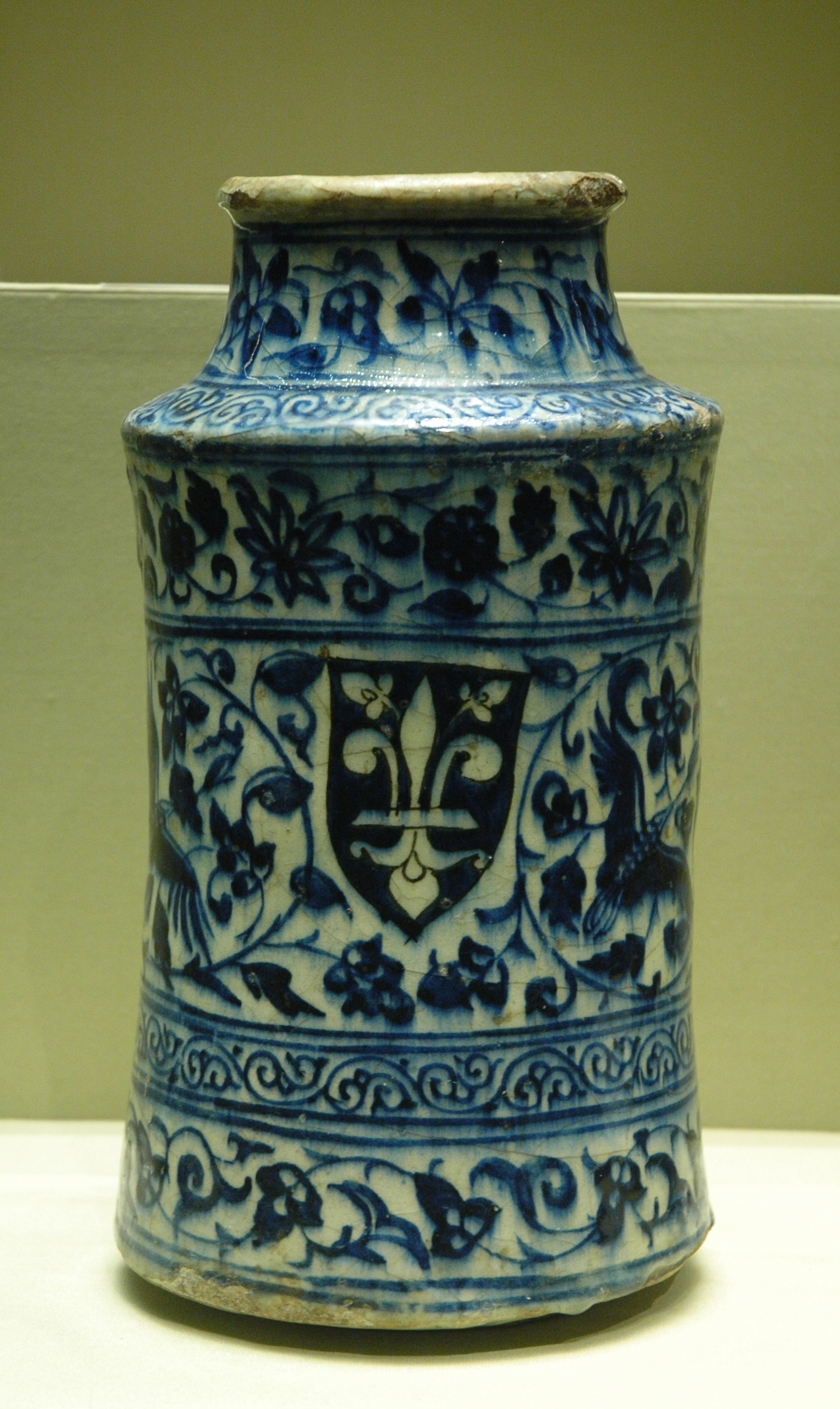
Albarello con decorazione di giglio, inizio del XIV secolo, Siria, museo del Louvre

In questo periodo era emersa la peculiare tradizione islamica delle piastrelle decorate e ha continuato a svilupparsi insieme alle stoviglie in ceramica in un modo unico nell'arte islamica. Nel racconto di Ibn Naji (circa 1016) il califfo mandò, oltre a delle piastrelle, "un uomo di Baghdad " a Qairawan per produrre piastrelle lucenti per il Miḥrāb della Grande Moschea (ancora ben conservato). Georges Marcais ha suggerito che i ceramisti iracheni andarono effettivamente a Quairawan. L'arrivo di questo vasaio Baghdadi deve aver portato alla creazione di un centro satellite per la produzione di ceramiche a Quairawan, ma non sono state ancora sviluppate informazioni per confermare o smentire questa ipotesi.
Gli eventi che portarono al crollo del regno dei Fatimidi, nel 1171, portarono la produzione di ceramica a trasferirsi in nuovi centri, attraverso processi simili a quelli sopra descritti rispetto all'Iraq. Di conseguenza, la Persia divenne un centro di rinascita sotto il dominio dei Selgiuchidi (1038–1327). Ciò non è un caso, in quanto questi ampliarono il loro dominio su Persia, Iraq, Siria e Palestina, nonché sull'Anatolia e l'Asia Minore musulmana. Tutti questi erano stati, per un tempo considerevole, centri di vecchie ceramiche. 

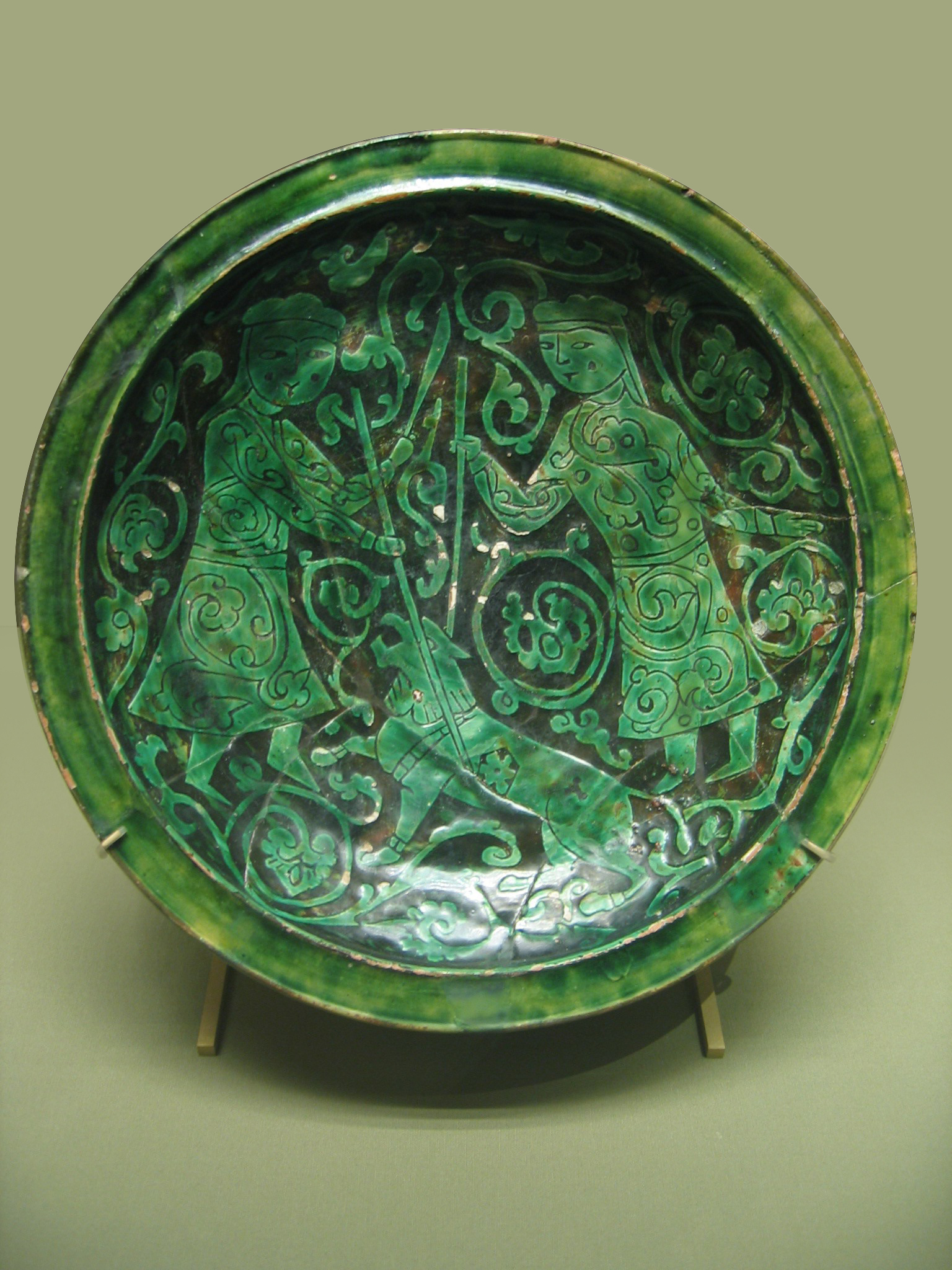
Scodella con cacciatori, ceramiche persiane dal XII al XIII secolo.

I Selgiuchidi portarono nuova e fresca ispirazione al mondo musulmano, attirando artisti, artigiani e ceramisti da tutte le regioni, incluso l'Egitto. Oltre a continuare la produzione di ceramiche simili (anche se più raffinate) con smalti di stagno e lucentezza, i Selgiuchidi (in Persia) furono accreditati per l'introduzione di un nuovo tipo a volte noto come "Faience". Questo era costituito da una pasta di frit bianca dura ricoperta di glassa alcalina trasparente. 
Gli oggetti ispano-moreschi emersero ad Al-Andalus nel XII secolo, probabilmente dopo che i ceramisti erano fuggiti dall'instabilità dopo la caduta dei Fatimidi. Introdussero la produzione di lustro in Europa e fin dall'inizio venne ampiamente esportata nelle élite dei regni cristiani. Il primo centro fu Malaga, producendo articoli in stile islamico tradizionale, ma dal XIII secolo i vasai musulmani migrarono nella riconquistata città cristiana di Valencia, e Manises e Paterna divennero i centri più importanti, producendo principalmente per i mercati cristiani in stili sempre più influenzati dalla decorazione europea, pur mantenendo un carattere distinto. I vasai erano per lo più ancora musulmani o moreschi.
In un raro manoscritto di Kashan, compilato da Abulqassim nel 1301, c'è una descrizione completa di come era effettuata la produzione di maiolica. Il frit era composto da dieci parti di quarzo in polvere, una parte di argilla e una parte di miscela di smalti. L'aggiunta di maggiori quantità di argilla facilitò il lancio del tornio per la lavorazione della maiolica e permise una migliore qualità del lavoro, perché altrimenti il materiale aveva poca plasticità. La stessa glassa era "formata da una miscela approssimativamente uguale di quarzo macinato e ceneri delle piante del deserto che contengono un'altissima percentuale di sali alcalini. Questi agiscono come un flusso e causano la vetrificazione del quarzo a una temperatura gestibile. I due, da soli, producono una glassa trasparente”. Lane ha confrontato questo materiale con il paté francese, usato dai vasai fino al XVIII secolo. Questo materiale del corpo e il nuovo smalto offrivano al vasaio una maggiore capacità di manipolazione. Ciò consentiva di migliorare la qualità e l'aspetto degli oggetti, compresi disegni e modelli decorativi più raffinati. Il risultato è stato una notevole varietà di prodotti come ciotole di diverse dimensioni e forme, caraffe, bruciatori di incenso, lampade, candelieri, vassoi, piastrelle e così via. Questi vantaggi consentirono anche un maggiore controllo della decorazione scolpita, il cui uso fu raffinato ed esteso dai Selgiuchidi nel XII secolo.
La decorazione scolpita in ceramica, lo sgraffito, è un'antica tradizione utilizzata nella ceramica islamica del IX secolo; è una tecnica basata sull'incisione del disegno con uno strumento affilato attraverso una barbottina bianca per rivelare il corpo di terracotta rossa. L'oggetto viene quindi rivestito con smalto. 
I Selgiuchidi svilupparono anche i cosiddetti oggetti silhouette che si distinguono per il loro sfondo nero. Questi sono prodotti da una tecnica che consiste nel rivestire il corpo in ceramica vitrea bianca con una barbottina nera, sulla quale viene intagliata la decorazione. Successivamente, viene applicato uno strato di smalto trasparente incolore o colorato, solitamente blu o verde. Secondo Lane, questa tecnica fu usata, in una forma più semplice, a Samarcanda tra il IX e il X secolo. Il metodo consisteva quindi nel mescolare i colori con una spessa lastra di argilla opaca.

## Tardo/post-medievale (1400-in poi)

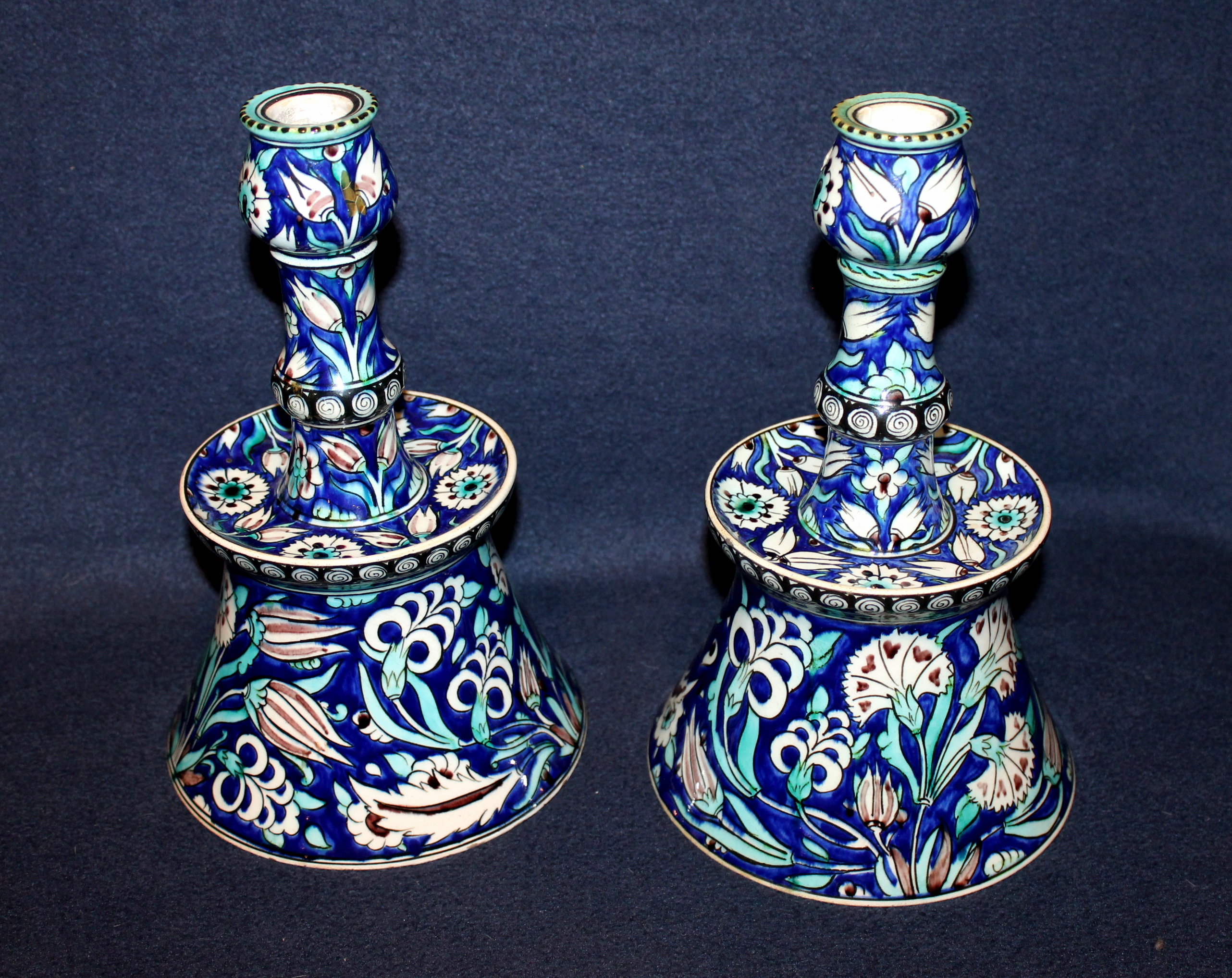
Candelieri in ceramica di İznik, Turchia ottomana

L'influenza della porcellana bianca e blu delle dinastie Yuan e Ming è evidente in molte ceramiche realizzate da vasai musulmani. Le ceramiche di İznik, provenienti da İznik in Anatolia, furono sostenute dalla corte ottomana e produssero le migliori opere e piastrelle ottomane in ceramica, usando lo stesso genere di audaci ed eleganti disegni floreali derivati dalla decorazione cinese. È stato sviluppato un caratteristico rosso intenso. Gli articoli di Iznik hanno avuto una grande influenza sulle arti decorative europee: ad esempio sulla maiolica italiana. La ceramica fu prodotta già nel XV secolo e fu preceduta dalla ceramica di Mileto della stessa regione. Il suo periodo migliore durò fino alla fine del XVI secolo. Consiste in un corpo, una barbottina e uno smalto, in cui il corpo e lo smalto sono "frit di quarzo". Le "frit" in entrambi i casi "sono insolite in quanto contengono ossido di piombo e soda"; l'ossido di piombo contribuisce a ridurre il coefficiente di dilatazione termica della ceramica. L'analisi microscopica rivela che il materiale che è stato etichettato "frit" è "vetro interstiziale" che serve a collegare le particelle di quarzo. Michael S. Tite sostiene che questo vetro è stato aggiunto come frit e che il vetro interstiziale si è formato sul fuoco.

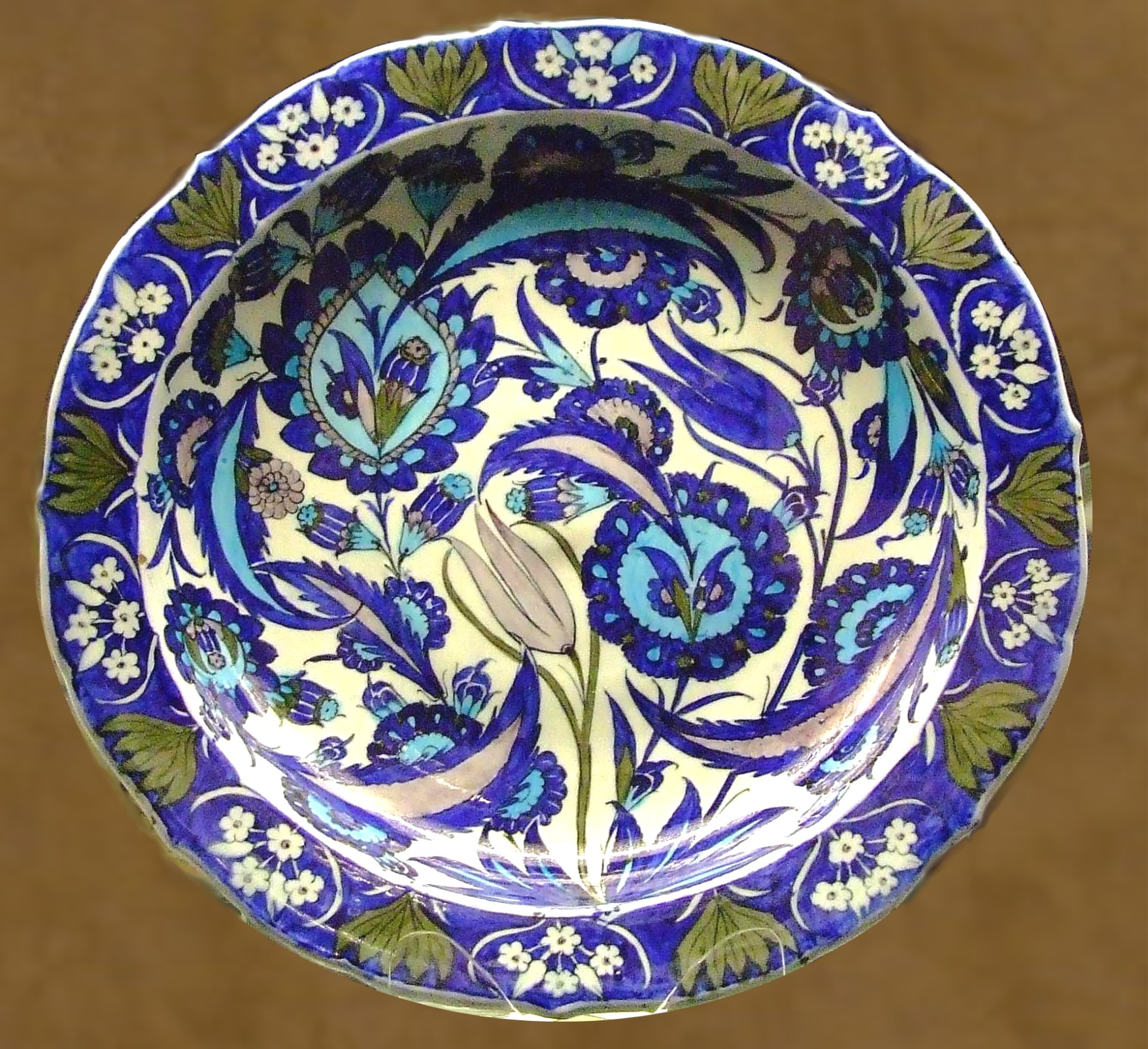
Piatto in ceramica di İznik

Il XV secolo vide il periodo più bello della maiolica ispano-moresca di Valencia, prodotta da vasai in gran parte musulmani in un regno cristiano, sebbene l'industria meridionale centrata su Malaga fosse terminata alla metà del secolo. Anche la ceramica persiana sotto la dinastia safavide (dal 1502) fu fortemente influenzata dalla porcellana blu e bianca cinese, che sostituì in larga misura nei circoli di corte; pregevoli pezzi persiani del XVI secolo sono molto rari.
Le parti islamiche del sud-est asiatico, la moderna Indonesia e la Malesia, erano mercati di esportazione a portata di mano per i cinesi e, successivamente, i giapponesi, aiutati dalle società commerciali europee, in particolare dalla Compagnia olandese delle Indie orientali. Anche i paesi buddisti della regione realizzarono esportazioni. Furono sviluppati tipi speciali di articoli, come i prodotti cinesi Kraak e Swatow, che producevano principalmente grandi piatti da servire in comune a un tavolo. Di fronte a tale concorrenza, gli articoli locali erano pochi e semplici. 
Il mondo islamico nel suo complesso non è mai riuscito a sviluppare la porcellana, ma ha avuto un avido appetito per le sue importazioni. La porcellana dell'Asia orientale, prima cinese e poi giapponese, nel XVII secolo, fu unita, nel XVIII secolo, dalle merci provenienti dall'Europa, in particolare dalla Manifattura imperiale di porcellane di Vienna, specializzata nel mercato orientale, e dall'ultima parte del secolo stava inviando 120.000 pezzi all'anno all'Impero ottomano. Soprattutto tazzine e piattini per il caffè alla turca. Le fabbriche su piccola scala del mondo islamico non potevano competere con le sofisticate importazioni che arrivavano sia da est che da ovest, e la produzione locale divenne un affare artigianale, ripetendo modelli ormai tradizionali.

## Studio della ceramica islamica
Arthur Lane ha prodotto due libri che hanno dato un contributo sostanziale alla comprensione della storia e del merito della ceramica musulmana. Il primo libro è stato dedicato allo studio delle prime ceramiche dal periodo Abbaside fino ai tempi dei Selgiuchidi, delineando i vari eventi che hanno avuto un ruolo significativo nell'ascesa e nella caduta di stili particolari. Nel suo secondo lavoro, Lane usò lo stesso stile retorico adottato nel primo libro, questa volta dedicando la sua attenzione a periodi successivi, dai mongoli a Iznik del XIX secolo e alla ceramica persiana. 
Dopo i lavori di Lane, sono apparsi numerosi studi. Le opere più complete che adottano una visione generale sono quelle di RL Hobson, Ernst J. Grube, Richard Ettinghausen, e più recentemente Alan Caiger-Smith e Gesa Febervari. Ulteriori contributi sono stati forniti da coloro che si sono specializzati in particolare nella storia temporale o regionale della ceramica musulmana come Georges Marcais nel suo lavoro in Nord Africa, Oliver Watson in Persia e JR Hallett nella ceramica Abbaside.